# Dallaiphasma
Dallaiphasma is een geslacht van Phasmatodea uit de familie Aschiphasmatidae. De wetenschappelijke naam van dit geslacht is voor het eerst geldig gepubliceerd in 2011 door Gottardo.

## Soorten
Het geslacht Dallaiphasma is monotypisch en omvat slechts de volgende soort:
- Dallaiphasma eximius Gottardo, 2011